# Dominique Misseri
Dominique Misseri est une femme pêcheur français, licenciée à la Fédération française de pêche sportive au coup.

## Palmarès
- Championne du monde de pêche sportive au coup en eau douce par équipes, en 1995 (à  Availles-Limouzine (France));
- Vice-championne du monde de pêche sportive au coup en eau douce individuelle, en 1997 (à Penacova (Portugal));
- Vice-championne du monde de pêche sportive au coup en eau douce par équipes, en 1996 (à Availles Limouzine  (France, pour la seconde fois consécutive)) et 1997 (à Penacova (Portugal));
- Championne de France de 1re division de pêche sportive au coup en eau douce individuelle, en 1999 (à Availles-Limouzine);
- Championne de France de 2e division de pêche sportive au coup en eau douce individuelle, en 1999 (à Lavailles-Limouzine, la même année, et au même lieu...);
- Vice-championne de France de 1re division de pêche sportive au coup en eau douce individuelle, en 1984 (à Montargis) et 1996 (à Pont-de-Vaux);
- Vice-championne de France de 2e division de pêche sportive au coup en eau douce individuelle, en 2004 (à Bologne);
- 3e du championnat de France de 1re division de pêche sportive au coup en eau douce individuel en 1989 (CSI).